# Jürgen Meixensberger
Jürgen H. Meixensberger (* 24. November 1956 in Schweinfurt) ist ein deutscher Neurochirurg. Er war bis 2022 Klinikdirektor der Klinik und Poliklinik für Neurochirurgie am Universitätsklinikum Leipzig (AöR).

## Werdegang
Jürgen Meixensberger studierte von 1976 bis 1982 Humanmedizin an der Julius-Maximilians-Universität Würzburg. 1982 erlangte er die Approbation als Arzt. Im Jahr darauf wurde er wissenschaftlicher Assistent an der Neurochirurgischen Klinik und Poliklinik der Universität Würzburg. 1985 wurde er mit summa cum laude zum Dr. med. promoviert. Im Jahr 1989 stieg er zum Oberarzt an der Würzburger Neurochirurgischen Klinik auf. 1990 erhielt er die Facharztanerkennung im Bereich Neurochirurgie. 1993 erfolgte Meixensbergers Habilitation an der Universität Würzburg.
Im Jahre 1994 erhielt er die Venia legendi für das Fach Neurochirurgie seiner Alma mater. Im selben Jahre erfolgte die Anerkennung der Fakultativen Weiterbildung Neurochirurgische Intensivmedizin. 1996 wurde er zum leitenden Oberarzt befördert. 1998 erhielt Meixensberger eine C3-Professur an der Julius-Maximilians-Universität Würzburg.
Im Jahr 2000 folgte er dann einem Ruf auf die C4-Professur für Neurochirurgie an der Medizinischen Fakultät der Universität Leipzig. Im Jahr darauf wurde er Klinikdirektor der Klinik und Poliklinik für Neurochirurgie Universitätsklinikum Leipzig. Von 2005 bis 2008 war er Dekan der Medizinischen Fakultät der Leipziger Universität.
Seit 2005 ist er geschäftsführender Direktor des Innovation Center Computer Assisted Surgery (ICCAS). In der Zeit von 2010 bis 2012 war Meixensberger Vorsitzender der Deutschen Gesellschaft für Neurochirurgie (DGNC). Darüber hinaus ist er Mitglied des Referates Spezialgebiete der Neurochirurgischen Akademie für Fort-, Aus- und Weiterbildung der DGNC. Von 2010 bis 2013 war er Mitglied des Dekanatskollegiums der Medizinischen Fakultät der Universität Leipzig.
Seit 2015 ist Meixensberger Präsident der Deutschen Gesellschaft für Neurointensiv- und Notfallmedizin (DGNI), zuvor amtierte er als Vizepräsident der Gesellschaft.
Meixensberger emeritierte zum 30. September 2022

## Klinische Schwerpunkte
Zu Meixensbergers klinischen Schwerpunkten zählen:
- Schädelbasis- und Hirntumorchirurgie
- neurovaskuläre Erkrankungen
- spinale Neurochirurgie
- pädiatrische Neurochirurgie
- neurochirurgische Intensivmedizin
- Computerassistierte Chirurgie
- Neuromonitoring

## Schriften (Auswahl)
- Untersuchungen zum Nachweis von Papovaviren in menschlichen Hirntumoren. (medizinische Dissertation). Universität Würzburg, Würzburg 1985.
- Die Bedeutung der DNS-Flowzytometrie und des zellulären Stoffwechsels für die Beurteilung der Biologie benigner Meningeome. (Habilitationsschrift). Universität Würzburg, Würzburg 1993.
- als Herausgeber: Special issue on cerebral oxygenation (= Neurological research. Band 20, Suppl. 1). Forefront, Wilton CT 1998.